# Peter Giles (Rockmusiker)
Peter Giles (* 17. Juni 1944 in Portsmouth, England) ist ein britischer Rockmusiker.
Der Bassist und Sänger gründete in der zweiten Hälfte der 1960er Jahre mit seinem Bruder Michael Giles als Schlagzeuger und Robert Fripp als Gitarrist die Band Giles, Giles and Fripp, die 1968 ihr einziges Album The Cheerful Insanity of Giles, Giles and Fripp veröffentlichte. 
Michael Giles und Robert Fripp sammelten 1969 andere Musiker um sich, um mit der neu gegründeten Band King Crimson weiterzumachen; dabei wurde Peter Giles durch Greg Lake ersetzt. Er spielte aber noch 1970 als Gastmusiker auf King Crimsons zweitem Album In the Wake of Poseidon.
Im Jahr 2002 tat er sich mit anderen ehemaligen Mitgliedern von King Crimson in der Band 21st Century Schizoid Band zusammen.